# آلن سوبل

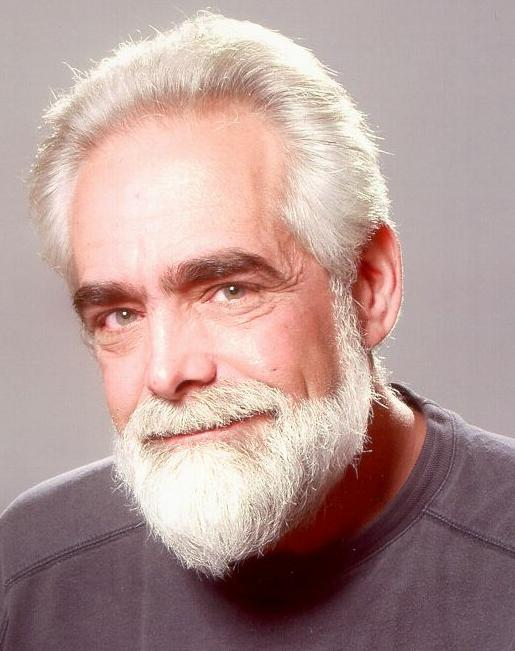
Alan Soble

آلن سوبل (به انگلیسی: Alan Soble) (متولد ۱۹۴۷ در فیلادلفیا، پنسیلوانیا)، فیلسوف آمریکایی و نویسنده کتاب‌های متعدد در زمینه فلسفه جنسیت است.

## فعالیت‌ها
سوبل در اوایل زندگی پژوهشی خود به نگارش مقاله‌هایی در زمینه اخلاق و معرفت‌شناسی پرداخت. در اواخر دهه ۱۹۷۰، به‌طور خاص به فلسفه جنسیت روی آورد و به یکی از پیشگامان این حوزه پژوهشی تبدیل شد. در سال ۱۹۷۷، هنگامی که مشغول تحصیل در دانشگاه تگزاس در آستین بود، انجمن فلسفه جنسیت و عشق را پایه‌گذاری کرد و مدیریت آن را از سال ۱۹۷۷ تا ۱۹۹۲ بر عهده داشت. گزارش نشست‌های این انجمن در سال ۱۹۹۷ تحت عنوان «سکس، عشق و دوستی» با ویراستاری سوبل منتشر گردید. در سال‌های بعد او به نگارش و ویراستاری کتاب‌های مختلفی در این حوزه پرداخت. در اواخر سال ۲۰۰۵، او نگارش کتاب مرجعی را در زمینه فلسفه جنسیت با عنوان سکس از افلاطون تا پالیا به پایان برد. سوبل استادیار فلسفه در دانشگاه باپتیست جنوبی بود و پس از آن، از سال ۱۹۸۶ تا ۲۰۰۶، به عنوان استاد دانشگاه نیو اورلئان تدریس کرد. او هم‌اکنون استاد ممتاز دانشگاه نیو اورلئان است.